# Jacques Boyer-Andrivet
Pour les articles homonymes, voir Boyer et Andrivet.
Jacques Boyer-Andrivet, né le 21 février 1918 à Saint-Pey-de-Castets (Gironde) et mort le 8 juin 1990 à Pessac (Gironde), est un homme politique français.

## Détail des fonctions et des mandats
Mandats locaux
- 1947 - 1949 : conseiller municipal de Saint-Pey-de-Castets
- 1977 - 1983 : conseiller municipal de Castillon-la-Bataille
- 1949 - 1953 : maire de Saint-Pey-de-Castets
- 1953 - 1959 : maire de Saint-Pey-de-Castets
- 1959 - 1965 : maire de Saint-Pey-de-Castets
- 1965 - 1971 : maire de Saint-Pey-de-Castets
- 1971 - 1977 : maire de Castillon-la-Bataille
- 1970 - 1976 : conseiller général du canton de Castillon-la-Bataille
- 1976 - 1982 : conseiller général du canton de Castillon-la-Bataille
- 1982 - 1988 : conseiller général du canton de Castillon-la-Bataille
- 1988 - 8 juin 1990 : conseiller général du canton de Castillon-la-Bataille

Mandats parlementaires
- 10 février 1966 - 2 avril 1967 : député de la 9e circonscription de la Gironde
- 8 mai 1967 - 30 mai 1968 : député de la 9e circonscription de la Gironde
- 26 septembre 1971 - 1er octobre 1980 : sénateur de la Gironde
- 21 février 1987 - 1er octobre 1989 : sénateur de la Gironde